# おこもり
おこもりとは、青森県下北郡佐井村牛滝地区で行われる伝統行事。牛滝地区の神明宮において、毎年12月15日と1月15日に行われる。
老若を問わず地区の住人数十名が参加し、「めしっ、めしー」「しるっ、しるー」と絶叫しながら、ひたすら御飯やすまし汁などを食べ続ける奇習である。

## 行事の流れ
行事は夜9時頃から翌日の未明にかけて行われる。まず参加者全員の前にお膳が並べられ、その年の当番となった者が「それでは箸をお取りください」との発声から始まる。提供される料理は、御飯と豆腐のすまし汁、薇の辛子和え、沢庵漬けといった質素なものである。
参加者はとにかく豪快に料理を平らげることが求められる。行事が始まった瞬間、即座に箸を取り、お椀を携え、味わう暇もなく、ひたすら「飯」と「汁」をかきこんでいく。給仕役も「食えー」「飲めー」と叫び、参加者をせきたてる。お椀が空になっても、参加者が降参するまでお代わりを続けなければならないため、次第に顔は紅潮し、大量の汗を垂らしながら、意地で食材を口の中に詰め込んでいくことになる。お代わりをする時は、「めしっ、めしー」「しるっ、しるー」と絶叫しながら、お椀を箸で叩いて催促する。給仕役はお椀にお代わりを山盛りにして催促に応える。

## 起源
「おこもり」は百数十年前から行われているとされる。
由来は二説にある。鯨が死んで港口を塞ぎ船が出られなくなった。そこで神明宮に籠り祈願したところ、鯨が浮き上がり船が出入りできるようになった説。もう一つは不漁続きで食糧不足に悩まされたが、鯨が浜に入り込んだので捕らえ救われた説がある。